# یواس‌آرسی واشینگتن (۱۸۳۳)
یواس‌آرسی واشینگتن (۱۸۳۳) (به انگلیسی: USRC Washington (1833)) یک کشتی بود که طول آن ۷۳٫۴ فوت (۲۲٫۴ متر) بود. این کشتی در سال ۱۸۳۲ ساخته شد.